# Undressed
Undressed ou MTV's Undressed est une série télévisée américaine en 222 épisodes de 23 minutes créée par Roland Joffé et diffusée entre le 26 juillet 1999 et le 5 septembre 2002 sur MTV.
En France, elle a été diffusée à partir du 15 septembre 2007 sur MCM. Elle reste inédite dans les autres pays francophones.

## Distribution
À chaque saison, la distribution était entièrement remplacée.

## Épisodes

### Première saison (été 1999)
La saison contient 30 épisodes.

### Deuxième saison (hiver 2000)
La saison contient 30 épisodes.

### Troisième saison (été 2000)
La saison contient 30 épisodes.

### Quatrième saison (hiver 2001)
La saison contient 40 épisodes.
- Brandon Beemer : Lucas
- Johnny Lewis : Ray
- Sarah Jane Morris : Paula
- Alisan Porter : Belinda
- Beth Riesgraf : Loretta
- Michelle Ongkingco (en) : Trudi

### Cinquième saison (été 2001)
La saison contient 40 épisodes.
- Katie Aselton : Kim
- Scott Clifton : Caleb
- Mike Erwin : Lyle
- Autumn Reeser : Erica
- Adrienne Wilkinson : Lois
- Chez Starbuck : Jared
- Jennifer Tisdale : Betsy

### Sixième saison (été 2002)
La saison contient 52 épisodes.
- Natalie Brown : Brianne
- Karen Cliche : Marissa
- Rachelle Lefevre : Annie
- Kim Poirier : Holly
- Anna Silk : Becca
- Sarah Smyth (en) : Julie
- Michael Urie : Justin
- Elizabeth Whitmere : Jasmine

## Commentaires
- La sixième saison a été tournée à Los Angeles pour ses cinq premières saisons, puis à Montréal au Canada pour la dernière saison, mettant en vedette des canadiens.
- La série a remporté un prix GLAAD Media.